# إدوين سي. بيرلي
إدوين سي. بيرلي هو سياسي أمريكي، ولد في 27 نوفمبر 1843 في لينيوس في الولايات المتحدة، وتوفي في 16 يونيو 1916 في أوغوستا في الولايات المتحدة. نشط حزبياً في الحزب الجمهوري.

## مناصب
- انتخب عضو مجلس الشيوخ الأمريكي [الإنجليزية]‏ عن دائرة Maine Class 2 senate seat ‏ وقد انضم خلال فترته النيابية [الإنجليزية]‏ (4 مارس 1915 – 16 يونيو 1916) للكتلة البرلمانية الحزب الجمهوري.
- انتخب عضو مجلس الشيوخ الأمريكي [الإنجليزية]‏ عن دائرة Maine Class 2 senate seat ‏ وقد انضم خلال فترته النيابية [الإنجليزية]‏ (4 مارس 1913 – 4 مارس 1915) للكتلة البرلمانية الحزب الجمهوري.
- انتخب أمين صندوق الدولة [الإنجليزية]‏.
- انتخب حاكم مين [الإنجليزية]‏ (2 يناير 1889 – 4 يناير 1893).
- انتخب عضو مجلس النواب الأمريكي [الإنجليزية]‏.